# Yoselin Fonseca
Yoselin María Fonseca Núñez (Cartago, Costa Rica, 16 de abril de 2005) es una futbolista costarricense que juega como delantera en el Sporting F. C. de la Primera División de Costa Rica.

## Trayectoria

### Sporting F. C.
El 15 de mayo de 2021, se oficializó su debut contra L. D. Alajuelense con tan sólo 16 años.
El 9 de julio de 2022, se coronó campeona del Torneo de Copa tras empatar al C. S. Herediano por 3-3, sin embargo, en el marcador global obtuvo el 6-3, obteniendo el primer título con el cuadro albinegro. El 15 de enero de 2023, obtuvo el cetro de la Supercopa de Costa Rica tras vencer a la L. D. Alajuelense en tanda de penales por 1-3.

## Selección nacional

### Categorías inferiores
El 18 de abril de 2022, se oficializó su convocatoria para la selección sub-17 de Costa Rica para el Campeonato Sub-17 de la Concacaf de 2022.
El 13 de abril de 2023, fue convocada por la directora técnica Ana Patricia Aguilar para representar a la selección sub-20 en el Campeonato Sub-20 de la Concacaf de 2023, Costa Rica quedó de cuarto lugar de la competición.

#### Participaciones internacionales
| Competición                              | Sede                 | Resultado        | Partidos | Goles |
| ---------------------------------------- | -------------------- | ---------------- | -------- | ----- |
| Campeonato Sub-17 de la Concacaf de 2022 | República Dominicana | Cuartos de final | 4        | 0     |
| Campeonato Sub-20 de la Concacaf de 2023 | República Dominicana | Cuarto lugar     | 3        | 1     |

## Clubes
| Club           | País       | Año           |
| -------------- | ---------- | ------------- |
| Sporting F. C. | Costa Rica | 2021-presente |

## Palmarés

### Títulos nacionales
| Título                       | Club           | País       | Año  |
| ---------------------------- | -------------- | ---------- | ---- |
| Torneo de Copa de Costa Rica | Sporting F. C. | Costa Rica | 2022 |
| Supercopa de Costa Rica      | Sporting F. C. | Costa Rica | 2022 |

### Distinciones individuales
| Distinción                                                       | Año  |
| ---------------------------------------------------------------- | ---- |
| Máxima goleadora del Torneo de Copa de Costa Rica 2024 (6 goles) | 2024 |